# Garcinia linearifolia
Garcinia linearifolia är en tvåhjärtbladig växtart som beskrevs av Adolph Daniel Edward Elmer. Garcinia linearifolia ingår i släktet Garcinia och familjen Clusiaceae. Inga underarter finns listade i Catalogue of Life.